# Trinculo (měsíc)
Trinculo (původním označením S/2001 U 1) je jeden z malých vnějších měsíců planety Uran s prográdní oběžnou dráhou. Měsíc Trinculo je od planety vzdálen 8 578 000 kilometrů. Jeho průměr není přesně znám, odhaduje se na cca 18 km a hmotnost cca ~7,5×1014 kg, oběžná doba je 758,1 dne.
Měsíc byl objeven 13. srpna 2001 astrofyzikem Matthewem Holmanem a jeho týmem.
Podobně jako ostatní Uranovy měsíce nese Trinculo své jméno podle jedné z postav díla Williama Shakespeara, konkrétně ze hry Bouře.